# نادي الزبيدية
نادي الزبيدية الرياضي هو فريق كرة قدم عراقي في واسط  يلعب في الدوري العراقي الدرجة الثانية

## اطلع ايضاً
- نادي سهل نينوى
- نادي الزيتون (العراق)